# 消防操法
消防操法（しょうぼうそうほう）とは、日本の消防訓練における基本的な器具操作・動作の方式。総務省消防庁の定める『消防操法の基準』に基づく火災消火を想定した基本操作の訓練である。第二次世界大戦後から、主に消防団の訓練形式として本格的に行われている。

## 概要
消防操法は常備の消防職員や消防団の訓練の一つであり、基本的な操作の習得を目指すための手順であり、男性は小型可搬ポンプ操法とポンプ車操法、女性は軽可搬ポンプ操法がある。設置された防火水槽から、給水し、火災現場を意識した火点（）と呼ばれる的にめがけて放水し、撤収するまでの一連の手順を演じる。防火水槽・火点の位置、台詞、動きがあらかじめ決められている。全国規模で大会（郡市大会・都道府県大会・全国大会）が行われ、ポンプ・ホースなどの操作を速く正確に行うとともに、動きの綺麗さを競う。採点は各個動作の正確さ及び火点の的が倒れるまでのタイムなどが減点法で採点され、減点が少ないチームほど上位となる。以前は実際に放水を行わず展開から収納・撤収までの速さと正確さを競ういわゆる「空（）操法（水を出さないの意）」も行われていたが、現在は多少なりとも現実的な訓練になるよう、一連の行為（選手の格好）を大会基準として決められた要領通りに行ったうえで、ホースを伸ばし【火】と書かれた的に放水をあてる競技が主になっている。(しかし、市町村や郡大会レベルでは空操法が行われることもある。)

## 意義
基本的な操作の習得を目指すことを目的としている。
- 規律ある動作及び的確な命令・行為の伝達:騒音、火災で混乱しがちな現場において正確な操作と、命令系統を遵守した行動を行う
- ポンプの基本的操作の習得:正確なポンプ操作・水圧管理（過剰な水圧で送水しないことは筒先員の安全確保にもつながる）、給水時の給管接続・投入における落水、ずれ落ちへの注意点
- 火点への正確な放水:危険を伴う放水中の筒先員交代の手順
- 乗車時、降車時の動き:現場における安全確認
- ホースに沿って走るということは、何本もホースが走っている現場において自分たちの出しているホースを見失わないため

等々である。

## 統一基準によらない操法
消防団レベルでは、上記概要にある二種の他に、寒冷地地方で消防団にも配備されているタンク付き消防ポンプ自動車を使用した、防火水槽を使用しない操法、ポンプではなく消火栓をつかい、消火栓からの放水の正確さを競う消火栓操法、女性消防団員向けに若干変更した操法等々、独自の操法を導入しているところや、全国大会で使用される操法を実際の有事に近づける意味等もあり独自に改変し、自動ボタン等の最新装置を使用してよいとしたり、通常の操法では使用できないが実際の有事の際に実際に使用する機材（リアカー積載ホースや背負いホース、レバー式の筒先等）の使用の許可、さらに積載車両から降ろすところ始まるもの、複数ポンプを使用した中継も競技として取り入れたり等、一部ローカルルールを用いているところも存在する。
さらには、狭義の操法とは異なるが、一般的に操法と同列に扱われ基本的な手順の取得を目指すものとして、救命救急の正確さを目指すもの、礼式・指揮等の正確さ・美しさを目指すものなどもある。

## 問題点
消防操法は、速さと正確さを競うほか、規律と呼ばれる動きや、2名以上の動きをそろえて（シンクロして）見せるなど動きの綺麗さが要求される。消防団の中にはこの訓練を重点的に行っている地域が多く、次のような批判が多い。
- 練習時間の大半が規律やシンクロした動きの習得に当てられるが、これらの動作は様式化した形式主義に堕しており、実際の火災現場での動きとはかけ離れており、税金を投入していながら「競技大会の為の訓練」となっているため、近年では審査基準に実際の火災現場を想定する動きがみられる。
- 県大会や全国大会の出場を目指す地域では、練習期間が長期間、時には年間を通じて常時行われる場合が多く、消防団員は本来正業に就いているのが原則であるにも関わらず、幹部やOBなどの圧力により過剰な練習を強要され、自分や家族、職場にまで多大な負担を強いられることもあった。既存の団員の離脱にもつながることから、近年では「競技大会の為の訓練」から、現場での応用を目指した活動に活路を見いだす消防団も出てきている。
- 過剰な訓練を行った後、心筋梗塞等により死者が出るケースも存在する。最近では平成17年5月、操法訓練後に心筋梗塞に陥り消防団員が死亡する事故が発生している。訓練には大変無理な動きも多く、練習期間も長期に及ぶために、練習の過程で怪我をする消防団員もいる。平成17年度における操法訓練に伴うけが人は、災害認定されたケースだけで500件を超えている[1] 。さらには平成27年には操法技術の未熟さを苦にした消防団員が自殺[2]をするなど、精神的な負担も負わされている。消防団員は本業を持っている団員がほとんどのため、怪我をした際には仕事や家庭にも多大な支障をきたし、多くの犠牲を払うことになる 。
- 2022年10月、茨城県行方市消防団の一分団が消防操法大会（実際には新型コロナウイルス拡大の影響で中止）の競技順を巡るトラブルが契機となり、所属団員22名全員が退団する騒動が起きている。同年5月の新人訓練があった際、同消防団が穴の開いたホースで参加していたことから注意喚起・指導の意味合いで競技順を入れ替えたが、この措置に分団側が反発し全員の退団届を提出、分団長や市の担当職員らが謝罪に赴いたものの慰留に至らず結果的に退団している。退団した消防団員は「家族や自分の時間を犠牲にして地域貢献のため活動してきた。間違いを間違いと言えない環境は疑問」と語っている[3]。
- 上記のことから、近年では一部自治体では、操法（大会）を廃止し、岐阜県加茂郡白川町のように「シン・操法」[4]と名付け、従来の形式的な訓練内容から、実践により近い形式で、かつ団員の負担を減らした訓練に転向するケースや、大会への出場を各部(班)の任意とするケース、愛知県豊橋市・田原市、岐阜県可児市・飛騨市、加茂郡川辺町のように操法大会そのものを廃止する事例が増加している。[5][6][7][8]

## 全国消防操法大会優勝消防団（隊）一覧
| 年   | 男性大会 | 男性大会                               | 男性大会                               | 男性大会                               | 女性大会 | 女性大会                     | 女性大会         |
| 年   | 回       | 会場                                   | ポンプ車の部                           | 小型ポンプの部                         | 回       | 会場                         | 軽可搬ポンプの部 |
| ---- | -------- | -------------------------------------- | -------------------------------------- | -------------------------------------- | -------- | ---------------------------- | ---------------- |
| 2006 | 20       | 兵庫県立広域防災センター               | 能登町                                 | 出雲市出雲                             |          |                              |                  |
| 2007 |          |                                        |                                        |                                        | 18       | 日本消防協会中央訓練場       | 恵那市           |
| 2008 | 21       | 東京ビッグサイト                       | 和気町                                 | 福岡市西                               |          |                              |                  |
| 2009 |          |                                        |                                        |                                        | 19       | 横浜市消防訓練センター       | 羽島市           |
| 2010 | 22       | 蒲郡競艇場                             | 江府町                                 | 福崎町                                 |          |                              |                  |
| 2011 |          |                                        |                                        |                                        | 20       | 横浜市消防訓練センター       | 真庭市           |
| 2012 | 23       | 東京臨海広域防災公園                   | 和気町                                 | 壱岐市                                 |          |                              |                  |
| 2013 |          |                                        |                                        |                                        | 21       | 横浜市消防訓練センター       | 大和町           |
| 2014 | 24       | 東京臨海広域防災公園                   | 壱岐市                                 | 岡山市                                 |          |                              |                  |
| 2015 |          |                                        |                                        |                                        | 22       | 横浜市消防訓練センター       | 福岡市早良       |
| 2016 | 25       | 長野オリンピックスタジアム             | 松江市                                 | 伊賀市                                 |          |                              |                  |
| 2017 |          |                                        |                                        |                                        | 23       | 向浜運動広場駐車場           | 人吉市           |
| 2018 | 26       | 富山県広域消防防災センター             | 益子町                                 | 日野町 (滋賀県)                        |          |                              |                  |
| 2019 |          |                                        |                                        |                                        | 24       | 横浜赤レンガ倉庫イベント広場 | 八代市本部       |
| 2020 | 27       | 新型コロナウイルス感染症対策のため中止 |                                        |                                        |          |                              |                  |
| 2021 | 28       | 新型コロナウイルス感染症対策のため中止 | 新型コロナウイルス感染症対策のため中止 | 新型コロナウイルス感染症対策のため中止 |          |                              |                  |
| 2022 | 29       | 千葉県消防学校                         | 中種子町                               | 新宮町                                 |          |                              |                  |
| 2023 |          |                                        |                                        |                                        | 25       | 東京臨海広域防災公園         | 八代市本部       |
| 2024 | 30       | 宮城県総合運動公園                     | 新宮町                                 | 高梁市                                 |          |                              |                  |